# PMS Torino 2011-2012
La PMS Torino nel 2011-2012 ha giocato in Divisione Nazionale A.

## Risultati
- DNA:
  - stagione regolare: 2ª classificata;
  - playoff: elimitanta ai quarti di finale;
- Coppa Italia: finalista